# Идехан-Марзук
Идеха́н-Марзу́к, Идеха́н-Мурзу́к (англ. Idehan Murzuq) — песчаная пустыня на юго-западе Ливии.
Пустыня расположена в котловине, ограниченной останцовыми массивами. Площадь её составляет около 200 000 км². Высота — 450—500 м. На севере и северо-западе — дюны (высота до 300 м), лишённые растительности. Вдоль северных и восточных окраин встречаются редкие оазисы с финиковыми пальмами. Количество осадков составляет около 10 мм в год. 